# Will Crothers
William "Will" Crothers (født 14. juni 1987 i Kingston, Canada) er en canadisk roer.
Crothers vandt en sølvmedalje ved OL 2012 i London, som del af den canadiske otter. Resten af besætningen bestod af Gabriel Bergen, Douglas Csima, Robert Gibson, Malcolm Howard, Andrew Byrnes, Conlin McCabe, Jeremiah Brown og styrmand Brian Price. Der deltog i alt otte både i konkurrencen, hvor Tyskland vandt guld, mens Storbritannien tog bronzemedaljerne. Han deltog også ved OL 2016 i Rio de Janeiro, som del af den canadiske firer uden styrmand.
Crothers vandt desuden en VM-sølvmedalje i firer med styrmand ved VM 2006 i England og en bronzemedalje i otter ved VM 2011 i Slovenien.

## OL-medaljer
- 2012:  Sølv i otter